# Бои на севере Харьковской области (с 2024)
10 мая 2024 года войска Российской Федерации в ходе своего вторжения на Украину повторно пересекли границу на стыке Харьковской области Украины и Белгородской области России. Наступление велось на Волчанск и Липцы, расположенных в 20—25 километрах друг от друга.
К концу мая продвижение российских войск фактически остановилось. Проведение Россией операции привело к ослаблению запрета США на использование американского оружия, поставленного Украине, для нанесения ударов по российской территории.
Среди возможных целей наступления эксперты называли создание буферной зоны у границы России, отвлечение украинских резервов с других участков фронта, нарушение снабжения Купянска, взятие Харькова.

## Предыстория
В начале войны войска РФ смогли оккупировать часть Харьковской области, включая города Балаклея, Изюм и Купянск, однако в ходе контрнаступления на востоке Украины украинским войскам удалось освободить почти все оккупированные территории области.
В марте 2024 года президент России Владимир Путин заявил о создании «санитарной зоны» вдоль границы Украины. В Белгородской области группировка ВС РФ «Север» нарастила контингент до 30 тыс. человек (оценка ISW). Губернатор Харьковской области Олег Синегубов за два дня до начала наступления сообщил о скоплении российских войск. По информации неназванного источника The Guardian, военная разведка Великобритании сообщила Украине о готовящемся нападении.

## Ход событий
Ночью с 9 на 10 мая 2024 года войска Российской Федерации в ходе российского вторжения на Украину пехотными группами численностью от 5 тыс. до 10 тыс. человек при поддержке артиллерии преодолели границу Украины на стыке Харьковской области Украины и Белгородской области России. Основные удары были направлены в сторону Волчанска и Липцев, расположенных в 20-25 километрах друг от друга. Были захвачены разбросанные взводные опорные пункты Пограничной службы Украины. Линии обороны ВСУ либо отсутствовали, либо были небольшими.
10 мая украинский аналитический портал DeepState сообщил, что российская армия начала наступление на двух участках: в районе сёл Красное, Пыльная, Стрелка и Борисовка, и в направлении города Волчанск. В течение дня российским войскам удалось захватить сёла Стрелечья, Красное, Пыльная, Борисовка и Гатище, большая часть которых находились вне оборонных линий украинских войск.
Глава Волчанской региональной администрации Тамаз Гамбаришвили сообщил, что в Волчанске и районе объявили добровольную эвакуацию населения.
11 мая Минобороны России заявило, что подразделения российской группировки войск «Север» заняли населённые пункты Борисовка, Огурцово, Плетеневка, Пыльная и Стрелечья. Глава Харьковской областной военной администрации Олег Синегубов назвал ситуацию в регионе «полностью контролируемой», уточнив, что в перечисленных Минобороны России населённых пунктах продолжаются тяжёлые бои.
По информации украинской группы DeepStateMap на 12 мая, 7 сёл находятся под контролем ВС РФ. По информации The New York Times от того же дня, ВС РФ заняли по меньшей мере 9 сёл и посёлков.
По состоянию на 13 мая 2024 года российским войскам удалось захватить территорию 5—6 километров в глубину и 30 километров в ширину.
По сообщению ISW, с 14 мая скорость наступления ВС РФ замедлилась.
По сообщению российских и украинских блогеров, ВС РФ атакуют украинские позиции небольшими пешими группами до 5 человек, а после проникновения объединяются с другими группами штурмовиков.
15 мая президент Украины Владимир Зеленский из-за российского наступления отменил все зарубежные поездки.
К 15 мая с начала наступления ВС РФ оккупировали 12 сёл.
К концу мая российское наступление фактически остановилось после задействования в обороне украинских резервов.
В Харьковскую область был переброшен 414-й полк ударных беспилотных авиационных систем морской пехоты Украины, известный как «Птахи Мадяра», ранее задействованный в обороне украинского плацдарма в Крынках.

### Направление Волчанска

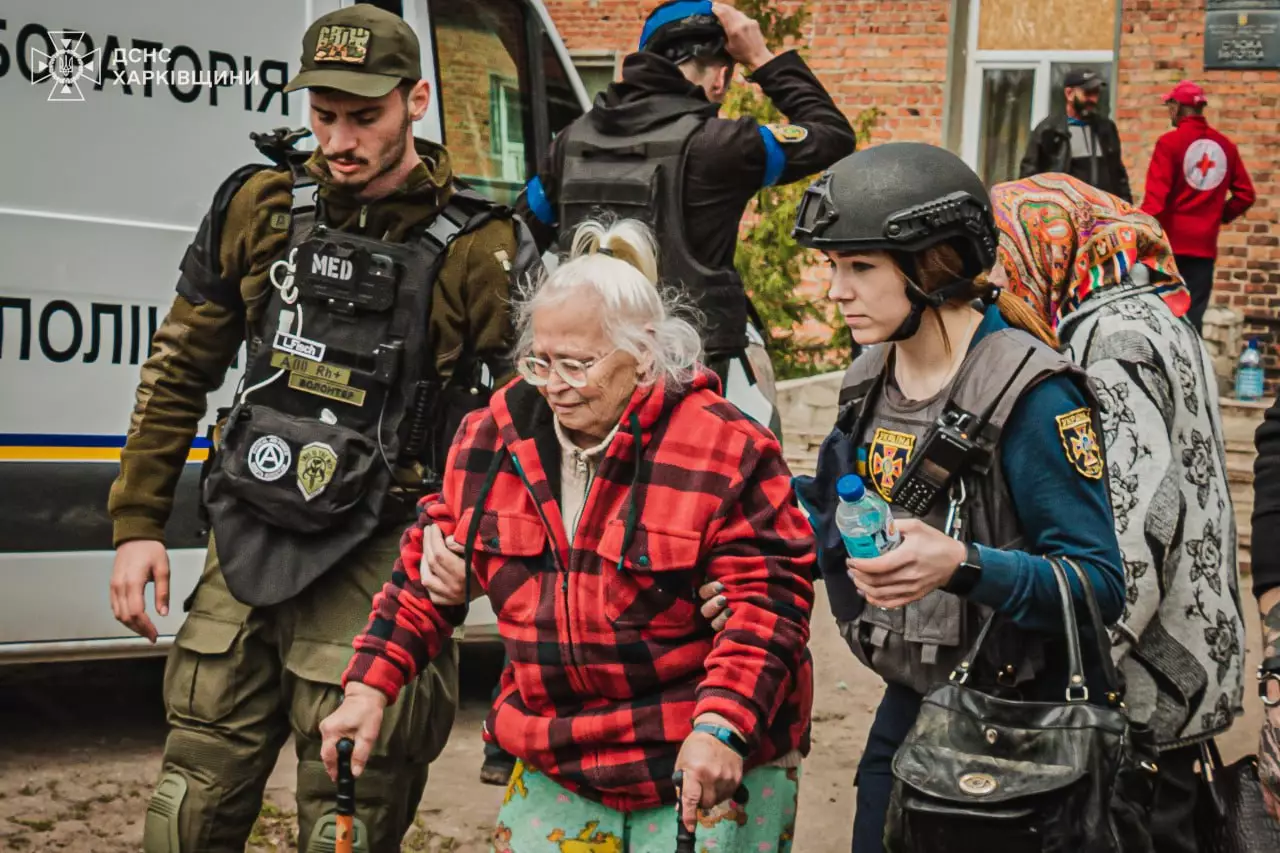
Эвакуация населения приграничных населённых пунктов Харьковской области

13 мая ВС РФ начали штурм Волчанска. Перед началом наступления на некрупные разбросанные опорные пункты, расположенные севернее Волчанска, были переброшены отряды из ряда групп, подчинённых ГУР Украины — «Кракен», «Русский добровольческий корпус» и других.  Основные фортификационные линии расположены в 10-12 километрах от города. 13 мая Генеральный штаб Украины заявил о тактическом успехе ВС РФ в Волчанске. В тот же день российская сторона заявила, что ВС РФ вошли в Волчанск, а украинская сторона заявила, что в городе продолжаются бои. 13 мая ВС РФ заняли мясокомбинат и несколько кварталов жилых домов, ВСУ пытались сдерживать противника с помощью артиллерии и дронов. По сообщению ISW, 12 мая ВС РФ ударили по мостам через реку Волчья, расположенным западнее и восточнее Волчанска, а 13 мая продолжили наносить удары по мостам, оставим целыми только два из них. По сообщению Meduza, на 14 мая наступление российской стороны продолжалось в северной части Волчанска, разделённого на две части рекой.
В 23 часа 14 мая 2024 года Генштаб ВСУ сообщил, что для сохранения жизней военнослужащих украинская сторона была вынуждена на ряде участков, в районе Лукьянцев и Волчанска, переместиться на более выгодные позиции.
16 мая российский военный телеграм-канал «Архангел спецназа Z» заявил, что российские войска взяли центр города в полукольцо.
Для обороны Волчанска туда были переброшены 57-я мотопехотная и 71-я егерская бригады ВСУ.
На 16 мая россияне задействовали на волчанском направлении 1-й танковый полк 2-й мсд и подразделения 47-й танковой дивизии.
20 мая заместитель руководителя Харьковской областной военной администрации Роман Семенуха заявил, что несмотря на непрекращающиеся штурмы, ВСУ контролируют 60 % территории Волчанска. В тот же день Олег Синегубов заявил, что линия фронта в Волчанске проходит вдоль реки Волчья.
21 мая New York Times сообщило, что, согласно картам из открытых источников, ВС РФ контролируют северную часть Волчанска.

### Направление Липцев
Наступление в сторону Липцев идёт вдоль жилой застройки, вплотную прилегающей к окружной дороге Харькова. Путь для наступления не имеет водных преград и, вероятно, не имеет укреплений, которые могут замедлить продвижение ВС РФ. Западный наступательный фланг прикрыт Травянским водохранилищем. Как и в случае с направлением Волчанска, основные фортификационные сооружения находятся южнее Липцев.
15 мая 2024 года Минобороны РФ заявило о контроле над сёлами Глубокое и Лукьянцы. Взятие села Лукьянцы велось подразделениями 18-й мотострелковой дивизии.
На позиции в Липцах и вокруг них были переброшены 42-я механизированная и 92-я штурмовая бригады ВСУ.
В соответствии с картами OSINT-проекта Deepstate (Украина), ВС РФ продвинулись между Лукьянцами и Глубоким в сторону Липцев. «Серая зона» переместилась к окраинам Липцев.
К 18 июня ВСУ отбили позиции к северу от Липцев, оттеснив ВС РФ на север к деревне Глубокое.

## Цели
Одной из возможных целей наступления России может быть оттеснение от государственной границы украинской артиллерии, ведущей в ходе российского вторжения в Украину обстрелы Белгорода и Белгородской области, и создание «буферной зоны». 10 мая агентство Reuters со ссылкой на анонимный украинский военный источник сообщило, что российские войска предпринимали попытку оттеснить украинские войска на 10 километров от российской границы, что, по мнению агентства, открывает новый фронт. По мнению ISW, создание буферной зоны также позволит сделать Харьков досягаемым для ствольной артиллерии. Старший научный сотрудник Фонда Карнеги Дара Массикот предположила, что оттеснение украинских войск может быть промежуточным этапом более масштабного плана. Израильский военный эксперт Давид Гендельман и бывший офицер международного департамента полиции Израиля Сергей Мигдаль считают, что кроме создания буферной зоны Россия пытается оттянуть военные резервы Украины с других участков фронта. Военный корреспондент Forbes Дэвид Экс сказал, что главной целью является отвлечение ресурсов ВСУ от Часова Яра и Авдеевки.
По мнению военного эксперта Конрада Музыки, наступление в Харьковской области было направлено на рассеивание сил ВСУ, разворот украинских резервов и ослабление обороны на других участках фронта. Эксперт отметил, что цели были ограниченно достигнуты.
Русская служба Би-би-си отметила, что из-за малого продвижения российских войск обстрелы Белгорода стали менее регулярными, но не прекратились, а обстрелы приграничных населённых пунктов усилились, что противоречит идее «буферной зоны».
Эксперт по оборонным исследованиям в лондонском Кингс-колледже Марина Мирон предположила, что целью открытия нового фронта было оттягивание украинских сил из Донецкой области для продвижения в направлении Курахово, Селидово и Покровска.
Украинский аналитик Михаил Жирохов считает, что целью российских войск является продвижение из Волчанска на юг с целью нарушения украинского снабжения Купянска, а атака на Липцы в сторону Харькова является отвлекающим манёвром. Аналогичное мнение высказал украинский военный аналитик Константин Машовец, предположив, что кроме Липцов Россия собиралась провести отвлекающую атаку в направлении Сум, назвав целью наступления территорию Харьковской области к востоку от Северского Донца.
Издание The New York Times считает, что целью атаки может быть продвижение к Харькову для осады города или его артиллерийских обстрелов, якобы для вынуждения Украины к переговорам. Русская служба Би-би-си отметила, что большинство экспертов не разделяют подобную версию, считая, что российская группировка в этом районе слишком мала для штурма или осады Харькова. Военный эксперт из университета Портсмута, бывший офицер военной разведки Великобритании Фрэнк Ледвидж предположил, что целью наступления может быть либо создание буферной зоны, либо захват Харькова, назвав второй вариант «нецелесообразным» и сказав, что «это было бы глупо с российской стороны». По словам Ледвиджа, представители США считают, что Россия реализовывает именно наступление на Харьков. Эксперт по оборонным исследованиям в лондонском Кингс-колледже Марина Мирон указала на то, что Россия не задействовала достаточное количество войск для захвата Волчанска, что говорит не в пользу попытки захвата Харькова.
Согласно статье издания The Hill, Харьков имеет стратегическую важность для России, и его взятие должно обеспечить Путину второй штурм Киева.

## Последствия
В январе 2025 года СБУ заявила о задержании двух генералов и одного полковника ВСУ по обвинению в утрате украинских территорий в ходе российского наступления в Харьковской области в мае 2024 года.

## Оценки
По оценке издания The Washington Post, Украине пришлось передислоцировать подразделения из Донецкой и Луганской областей для отражения российской атаки, в то время как по оценке старшего научного сотрудника Фонда Карнеги Дары Массикот сама Россия использовала в атаке исключительно новые либо восстановленные подразделения, не перебросив силы с других участков фронта. Русская служба Би-би-си считает, что Россия передислоцировала резервы с других позиций на фронте, в частности — из района Купянска, а Украина использовала стратегические резервы, не ослабив другие направления, в результате чего линия фронта не претерпела существенных изменений.
The Washington Post назвало российские атаки умно спланированными, так как российские силы перемещались между реками, которые можно было бы использовать как естественные укрытия. Издание сообщило, что впервые с начала полномасштабного вторжения России удалось полностью нарушить работу терминалов Starlink, использующихся украинскими войсками. Анонимный украинский командир заявил о российских бомбардировках планирующими бомбами каждые 15—20 минут, из-за чего украинским бойцам приходилось постоянно менять позиции, иногда несколько раз за день, а перед ударами над ними пролетали российские беспилотники, оборудованные средствами радиоэлектронной борьбы для нарушения украинской связи. The Washington Post написало, что украинские солдаты признали развитие и адаптацию российской армии, в том числе в технологической сфере, что сильно контрастирует с ситуацией в первый год вторжения.
Военный корреспондент Forbes Дэвид Экс описал наступление как «тщательно продуманный финт».
Издание The Hill сравнило российское наступление с осадой Бастони зимой 1944—1945 годов, когда в ходе Арденнской операции — последней крупной наступательной операции нацистской Германии во Второй мировой войне — немецкая 5-я танковая армия пыталась оккупировать бельгийский город, в котором базировалась американская 101-я воздушно-десантная дивизия под командованием генерала Энтони Маколиффа. Авторы статьи сравнили стратегическую важность Харькова для России с важностью Бастони для немцев, а героизм Вооружённых сил Украины в условиях недостатка вооружения и живой силы — с героизмом американской дивизии в осаде.
По состоянию на 31 мая 2024 года Русская служба Би-би-си предположила, что из-за близости захваченных территорий к России для успешной контратаки Украине придётся вести операцию на территории Белгородской области, где располагаются основные российские объекты военной инфраструктуры и вооружение. Таким образом, Украина должна будет либо провести массированные удары по российской территории, либо оккупировать её. Подобная контратака затруднена тем, что страны, поставляющие Украине вооружение, до этого времени крайне отрицательно относились к ударам по российской территории, а у российской группировки «Север» остались резервы в Белгородской области, которых было бы достаточно для ведения обороны. Служба провела параллель между российским продвижением в Харьковской области и ситуацией на оккупированном Россией левом берегу Днепра в Херсонской области Украины, где российским войскам приходится атаковать немногочисленный украинский десант, выступающий в качестве приманки и под прикрытием украинских дронов и артиллерии с правого берега в течение нескольких месяцев удерживающий позиции на левом берегу, когда у России нет возможности форсировать реку и уничтожить средства поддержки ВСУ, предположив, что украинские войска оказались в похожих условиях. При этом Би-би-си отметила, что параллель между преградами — Днепром и линией госграницы — условная, из-за чего события могут развиться иначе.
За первую неделю наступления ВС РФ удалось захватить территорию примерно в 260 км2, что стало их самым крупным территориальным приобретением за последние 18 месяцев. Однако уже на второй недели ВСУ удалось стабилизировать фронт и остановить дальнейшее продвижение ВС РФ. При этом наступление ВС РФ сопровождалось достаточно низким уровнем механизации участвующих подразделений, что привело к значительным потерям в живой силе. В сети получило распространение видеообращение военнослужащего пятой роты 1009-го полка Антона Андреева, утверждающего, что в его роте из 100 человек в живых осталось только 12.
9 июня советник президента США Байдена по национальной безопасности Джейк Салливан в интервью CBS заявил, что наступление ВС РФ в Харьковской области «застопорилось», и ВС РФ за последнее время не смогли достичь каких-либо продвижений.

### Украинская оборона
Израильский военный эксперт Давид Гендельман отметил смену командующего украинской оперативно-тактической группировки войск «Харьков», произошедшую сразу после российской атаки: Юрия Галушкина сменил генерал Михаил Драпатый. По мнению Гендельмана, ротация руководства должна была быть связана с обнаруженными недостатками. Украинский аналитик из группы «Информационное сопротивление» Константин Машовец считает, что Галушкина заменили из-за плохой организации огневого прикрытия переднего края обороны.
Бывший начальник инженерных войск, глава Государственной спецслужбы транспорта генерал Александр Яковец считает, что из-за постоянных обстрелов близ границы украинские силы не могли должным образом оборудовать первую линию обороны, а наиболее подготовленной является третья — в 17—35 километрах от государственной границы. В связи с этим Яковец назвал «абсурдными» претензии к отсутствию бетонных укреплений у госграницы.
По сообщению The Guardian, украинский военнослужащий Денис Ярославский говорит о том, что в Волчанске первой линии обороны и минного заграждения «просто не существовало». Другой украинский военный, чьё имя неизвестно, утверждает о неготовности подразделений к бою, и о неправильном расположении оборонительных сооружений. Издание сообщает о продвижении примерно в 4 мили (около 6,5 километров) за пять дней в разных точках, что поднимает серьёзные вопросы о возможности Киева себя защищать.
Согласно утверждениям анонимных украинских военных, опрошенных изданием The Washington Post, возвести надёжные линии обороны не удалось, так как украинские войска не могли обезопасить строительную технику от российских ударов из-за задержки предоставления военной помощи США и запрета на использование предоставленного вооружения для ударов по территории России, а ручной труд не позволял достичь аналогичных результатов.

## Реакции
17 мая президент Украины Владимир Зеленский в беседе с журналистами заявил о стабилизации фронта в Харьковской области: по нескольким направлениям, по его словам, 17 мая ВС РФ не продвинулись. По словам президента Украины, основной целью ВС РФ является Волчанск. Также он заявил, что наибольшая глубина проникновения российских войск в украинскую территорию составила 10 километров.
17 мая президент России Владимир Путин заявил, что у РФ нет планов по оккупации Харькова, заявив, что наступление было начато для создания «санитарной зоны» из-за обстрелов Белгорода.

## Разрешение на удары американским оружием по российской территории
По мнению украинской стороны, запрет США на удары американским вооружением по территории России удерживал ВСУ от ударов по позициям ВС РФ в рамках российского наступления в Харьковской области. Согласно заявлениям главы парламентской комиссии Украины по вооружению и боеприпасам Александры Устиновой, ВСУ видели концентрацию российских войск в 2 км от украинской границы, но не могли нанести по ним удар из-за запрета. Украинские чиновники прибыли 15 мая 2024 года в Вашингтон для того, чтобы переговорить минимум с 10 конгрессменами США о снятии запрета.
Анонимные источники издания The Washington Post в администрации президента США сообщили, что 13 мая украинские власти официально обратились с просьбой о снятии запрета. По информации источников, 15 мая советник президента США по национальной безопасности Джейк Салливан убедил президента Джо Байдена в необходимости ослабить ограничения, однако бюрократическая подготовка должна была занять ещё до двух недель. Госсекретарь США Энтони Блинкен, вернувшийся в это время в Вашингтон из поездки в Украину накануне, настоял на серьёзности ситуации, в результате чего администрация президента подготовила рекомендации в течение выходных, а 30 мая новые соглашения вступили в силу. Анонимный источник издания охарактеризовал скорость принятия решения как «молниеносную».
31 мая Энтони Блинкен официально сообщил, что в связи с российским наступлением в Харьковской области США сняли запрет на применение американского оружия, за исключением баллистических ракет ATACMS, по территории России.